# Oscar MacIntyre
Oscar MacIntyre (* 21. Dezember 2004) ist ein schottischer Fußballspieler, der bei Inverness Caledonian Thistle unter Vertrag steht. Sein jüngerer Bruder Jacob ist ebenfalls Fußballer und spielt derzeit bei Hibernian Edinburgh. Sein Cousin ist der professionelle Golfer Robert MacIntyre.

## Karriere
Oscar MacIntyre unterschrieb im Januar 2021 einen Vertrag bei Hibernian Edinburgh, nachdem er zuvor beim FC Spartans gespielt hatte. MacIntyre wechselte dabei zusammen mit seinem jüngeren Bruder Jacob in die Hibernian Youth Academy. Im April 2021 erhielt er seinen ersten Profivertrag bei Hibernian. Im Mai 2022 gab er sein Debüt in der ersten Mannschaft im Alter von 17 Jahren, als er gegen den FC St. Johnstone in der Scottish Premiership für Ryan Porteous eingewechselt wurde. Im August 2022 erhielt er einen langfristigen Vertrag in Edinburgh. Im August 2023 wurde er an den schottischen Drittligisten Queen of the South verliehen.
Im Juli 2025 wechselte MacIntyre zu Inverness Caledonian Thistle.